# Championnat de Somalie de football 2011
Navigation
Edition suivante
La saison 2011 du Championnat de Somalie de football est la 39e édition du championnat de première division nationale. Les huit clubs engagés sont regroupés au sein d'une poule uniquem où ils s'affrontent à deux reprises au cours de la saison. À l'issue du championnat, les deux derniers du classement sont relégués et remplacés par les deux meilleurs clubs de deuxième division.
C'est Elman Football Club qui remporte la compétition cette saison après avoir terminé en tête du classement final, avec un seul point d'avance sur SITT Daallo FC et cinq sur Heegan FC. Il s'agit du cinquième titre de champion de Somalie de l'histoire du club.

## Participants
- Elman Football Club
- SITT Daallo FC
- Banaadir Sports Club
- Horsed Football Club
- Savana FC
- Dekedaha Football Club
- Super Shell FC
- Heegan Football Club

## Compétition

### Classement
Le classement est établi sur le barème de points classique (victoire à 3 points, match nul à 1, défaite à 0). Pour départager les égalités, on tient d'abord compte de la différence de buts générale, puis du nombre de buts marqués, puis des confrontations directes.
| Rang | Équipe                 | Pts | J  | G  | N | P  | Bp | Bc | Diff |
| ---- | ---------------------- | --- | -- | -- | - | -- | -- | -- | ---- |
| 1    | Elman Football Club    | 31  | 14 | 10 | 1 | 3  | 33 | 10 | +23  |
| 2    | SITT Daallo FC         | 30  | 14 | 9  | 3 | 2  | 23 | 9  | +14  |
| 3    | Heegan Football Club   | 26  | 14 | 8  | 2 | 4  | 18 | 13 | +5   |
| 4    | Banaadir Sports ClubT  | 25  | 14 | 7  | 4 | 3  | 15 | 8  | +7   |
| 5    | Horsed Football Club   | 19  | 14 | 5  | 4 | 5  | 20 | 26 | -6   |
| 6    | Dekedaha Football Club | 10  | 14 | 3  | 1 | 10 | 20 | 32 | -12  |
| 7    | Super Shell FC         | 10  | 14 | 2  | 4 | 8  | 6  | 22 | -16  |
| 8    | Savana FC              | 6   | 14 | 1  | 3 | 10 | 7  | 22 | -15  |

|  | Qualification pour la Coupe Kagame inter-club 2011 |
|  | Participation au barrage de relégation             |
|  | Relégation directe en Second Division              |
|  | T : Tenant du titre                                |

### Barrage de relégation
Super Shell FC et Dekedaha Football Club ayant terminé à égalité de points à la 6e place, un barrage est organisé pour départager les deux formations.
| Équipe 1       | Résultat | Équipe 2               |
| -------------- | -------- | ---------------------- |
| Super Shell FC | 0 - 3    | Dekedaha Football Club |

## Bilan de la saison
| Championnat de Somalie de football 2011 |                                |
| Champion                                | Elman Football Club (5e titre) |
| Coupes et trophées                      |                                |
| Vainqueur de la Coupe de Somalie 2011   | Non disputée                   |
| Qualifications continentales            |                                |
| Ligue des champions de la CAF 2012      | Aucun                          |
| Coupe de la confédération 2012          | Aucun                          |
| Coupe Kagame inter-club 2011            | Elman Football Club            |
| Promotions et relégations               |                                |
| Promus en First Division                | Badbaado FC                    |
| Promus en First Division                | LLPP Jeenyo                    |
| Relégués en Second Division             | Super Shell FC                 |
| Relégués en Second Division             | Savana FC                      |